# Троянская программа
Троя́нская ви́русная программа (англ. «trojan», также — троя́н или троянский конь) — разновидность вредоносной программы, проникающая в компьютер под видом легитимного программного обеспечения, в отличие от вирусов и червей, которые распространяются самопроизвольно. В данную категорию входят программы, осуществляющие различные неподтверждённые пользователем действия: сбор информации о банковских картах, передача этой информации злоумышленнику, а также использование, удаление или злонамеренное изменение, нарушение работоспособности компьютера, использование ресурсов компьютера для майнинга, использование IP для нелегальной торговли. Также троянские программы могут оставаться на компьютере даже после полной переустановки операционной системы.
Примеры троянских программ: HookDump, Back Orifice, Pinch, TDL-4, Trojan.Winlock PDM:Trojan.Win32.Bazon.a

## Происхождение термина
Свое общее название троянские программы получили за сходство механизма проникновения в компьютер пользователя со способом, описанным в эпизоде Одиссеи, рассказывающем о «Троянском коне» — подаренном деревянном коне, который греки использовали для проникновения в Трою, что и стало причиной её падения. В коне, подаренном в знак лже-перемирия, прятались воины Одиссея, ночью выбравшиеся наружу и открывшие ворота основным силам объединённой греческой армии. Больша́я часть троянских программ действует подобным образом — маскируется под безвредные или полезные программы, чтобы пользователь самостоятельно запустил их на своем компьютере. Считается, что первым этот термин в контексте компьютерной безопасности употребил в своём отчёте «Computer Security Technology Planning Study» Дэниэл Эдвардс, сотрудник АНБ.

## Цели
Целью троянской программы может быть:
- закачивание и скачивание файлов;
- копирование и подача пользователю ПК ложных ссылок, ведущих на поддельные веб-сайты, чаты или другие сайты с регистрацией;
- создание помех работе пользователя;
- кража данных, представляющих ценность или тайну, в том числе информации для аутентификации, для несанкционированного доступа к ресурсам, сбор информации о банковских счетах;
- уничтожение данных (стирание или переписывание данных на диске, малозаметные повреждения файлов) и оборудования, выведение из строя или отказа обслуживания компьютерных систем, сетей;
- сбор адресов электронной почты и использование их для рассылки спама;
- слежка за пользователем и тайное сообщение злоумышленникам о посещении конкретных сайтов;
- регистрация нажатий клавиш с целью кражи информации (пароли, номера кредитных карт и т.д.);
- дезактивация или создание помех работе антивирусных программ и файервола;
- самоутверждение создателя вируса.

## Распространение
Троянские программы распространяют злоумышленники-инсайдеры, которые непосредственно загружают вредоносное ПО в компьютерные системы или сами пользователи, которых обманом побуждают загрузить или запустить трояна в своей системе.
Для достижения последнего злоумышленники помещают троянские программы на открытые или индексируемые ресурсы (файл-серверы и системы файлообмена) или носители информации, присылают с помощью служб обмена сообщениями (например, электронной почтой). Также трояны попадают на компьютер через бреши безопасности или загружаются самим пользователем с адресов, полученных одним из перечисленных способов.
Иногда использование троянов является лишь частью спланированной многоступенчатой атаки на определённые компьютеры, сети или ресурсы (в том числе, третьи).

## Расширения троянских программ
Троянские программы обычно имеют следующие расширения:
- .exe, .com, .appimage (под видом игр, офисных приложений и других легальных программ, расширение может быть не видно, если в Windows отключено отображение расширений, возможны файлы с «двойным» расширением, например, image.jpg.exe. Программы после запуска могут работать скрытно);
- .js, .vbs, .jse, .vbe, .bat, .cmd, .sh (скрипты; расширение может быть не видно, иногда файлы этих форматов можно прочитать в редакторе кода);
- .html, .htm, .shtml, .shtm, .xhtml, .xht, .hta (HTML документы; могут скачивать вирусы и другие вредоносные программы из Интернета, перенаправлять на вирусные и ложные сайты; файлы .hta работают вне браузера и могут выполнять опасные действия непосредственно на компьютере);
- .pif (ярлык с возможностью выполнения вредоносных действий);
- .docm, .xlsm и т. п. (в электронных документах могут быть опасные макросы, обычно расширение заканчивается на «m»);
- .xml, .xsl, .svg, .xaml (XML-документы, аналогично HTML);
- .cab и прочие установщики элементов ActiveX (Устанавливаются скрытно, маскируясь под плагин для воспроизведения мультимедиа. Примеры: Zlob; RSPlug[англ.]; DNSChanger[англ.])
- .scr (программа, работающая зачастую скрытно);
- некоторые другие.

## Маскировка
Троянская программа может имитировать имя и иконку существующей или несуществующей программы, компонента, или файла данных (например, картинки), как для запуска пользователем, так и для маскировки в системе своего присутствия.
Троянская программа может в той или иной мере имитировать или даже полноценно выполнять задачу, под которую она маскируется (в последнем случае вредоносный код встраивается злоумышленником в существующую программу).

## Методы удаления
В целом, троянские программы обнаруживаются и удаляются антивирусным и антишпионским ПО точно так же, как и остальные вредоносные программы.
Троянские программы хуже обнаруживаются контекстными методами основанных на поиске известных программ антивирусов, потому что их распространение лучше контролируется, и экземпляры программ попадают к специалистам антивирусной индустрии с бо́льшей задержкой, нежели самопроизвольно распространяемые вредоносные программы. Однако эвристические (поиск алгоритмов) и проактивные (слежение) методы для них столь же эффективны.